# Championnats du monde de BMX 2015
Navigation
Édition précédente Édition suivante
Les championnats du monde de BMX 2015, vingtième édition des championnats du monde de BMX organisés par l'Union cycliste internationale, ont lieu du 21 au 26 juillet 2015 à Heusden-Zolder, en Belgique.

## Podiums
| Épreuves                     | Or                | Argent            | Bronze             |
| ---------------------------- | ----------------- | ----------------- | ------------------ |
| Épreuves masculines          |                   |                   |                    |
| Course                       | Niek Kimmann      | Jelle van Gorkom  | David Graf         |
| Contre-la-montre             | Joris Daudet      | Niek Kimmann      | Connor Fields      |
| Épreuve masculines - juniors |                   |                   |                    |
| Course                       | Exequiel Torres   | Collin Hudson     | Romain Racine      |
| Contre-la-montre             | Shane Rosa        | Brandon Te Hiko   | Collin Hudson      |
| Épreuves féminines           |                   |                   |                    |
| Course                       | Stefany Hernandez | Caroline Buchanan | Simone Christensen |
| Contre-la-montre             | Mariana Pajón     | Alise Post        | Sarah Walker       |
| Épreuves féminines - juniors |                   |                   |                    |
| Course                       | Axelle Étienne    | Svetlana Admakina | Kelsey Van Ogle    |
| Contre-la-montre             | Axelle Étienne    | Ruby Huisman      | Natalia Afremova   |

## Résultats détaillés

### Hommes

#### Course
Finale
| Pos | Nom                         | Pays        | Temps  | Écart  |
| --- | --------------------------- | ----------- | ------ | ------ |
| 1   | Niek Kimmann                | Pays-Bas    | 33.386 | NC     |
| 2   | Jelle van Gorkom            | Pays-Bas    | 33.753 | +0.367 |
| 3   | David Graf                  | Suisse      | 33.817 | +0.431 |
| 4   | Carlos Mario Oquendo Zabala | Colombie    | 34.082 | +0.696 |
| 5   | Liam Phillips               | Royaume-Uni | 34.535 | +1.149 |
| 6   | Raymon van der Biezen       | Pays-Bas    | 34.749 | +1.363 |
| 7   | Sam Willoughby              | Australie   | DNF    |        |
| 8   | Anthony Dean                | Australie   | DNF    |        |

#### Contre-la-montre
Super finale
| Pos | Nom                         | Pays             | Temps    | Écart   |
| --- | --------------------------- | ---------------- | -------- | ------- |
| 1   | Joris Daudet                | France           | 30.953   |         |
| 2   | Niek Kimmann                | Pays-Bas         | 31.029   | +0.076  |
| 3   | Connor Fields               | États-Unis       | 31.288   | +0.335  |
| 4   | Sam Willoughby              | Australie        | 31.341   | +0.388  |
| 5   | Liam Phillips               | Royaume-Uni      | 31.496   | +0.543  |
| 6   | Edzus Treimanis             | Lettonie         | 31.537   | +0.584  |
| 7   | Raymon van der Biezen       | Pays-Bas         | 31.580   | +0.627  |
| 8   | Jared Garcia                | États-Unis       | 31.644   | +0.691  |
| 9   | Joris Harmsen               | Pays-Bas         | 31.779   | +0.826  |
| 10  | Sylvain Andre               | France           | 32.004   | +1.051  |
| 11  | Carlos Mario Oquendo Zabala | Colombie         | 32.074   | +1.121  |
| 12  | Quentin Caleyron            | France           | 32.518   | +1.565  |
| 13  | Maris Strombergs            | Lettonie         | 32.805   | +1.852  |
| 14  | Bodi Turner                 | Australie        | 32.840   | +1.887  |
| 15  | Trent Jones                 | Nouvelle-Zélande | 33.065   | +2.112  |
| 16  | Corben Sharrah              | États-Unis       | 1:05.902 | +34.949 |

### Femmes

#### Course
Finale
| Pos | Nom                | Pays       | Temps    | Écart   |
| --- | ------------------ | ---------- | -------- | ------- |
| 1   | Stefany Hernandez  | Venezuela  | 37.530   |         |
| 2   | Caroline Buchanan  | Australie  | 38.745   | +1.215  |
| 3   | Simone Christensen | Danemark   | 39.068   | +1.538  |
| 4   | Brooke Crain       | États-Unis | 39.102   | +1.572  |
| 5   | Laura Smulders     | Pays-Bas   | 39.643   | +2.113  |
| 6   | Aneta Hladikova    | Tchéquie   | 39.696   | +2.166  |
| 7   | Felicia Stancil    | États-Unis | 44.400   | +6.870  |
| 8   | Alise Post         | États-Unis | 1:19.599 | +42.069 |

#### Contre-la-montre
Super finale
| Pos | Nom                | Pays             | Temps    | Écart   |
| --- | ------------------ | ---------------- | -------- | ------- |
| 1   | Mariana Pajon      | Colombie         | 35.518   |         |
| 2   | Alise Post         | États-Unis       | 35.926   | +0.408  |
| 3   | Sarah Walker       | Nouvelle-Zélande | 36.365   | +0.847  |
| 4   | Laura Smulders     | Pays-Bas         | 36.693   | +1.175  |
| 5   | Stefany Hernandez  | Venezuela        | 36.723   | +1.205  |
| 6   | Brooke Crain       | États-Unis       | 36.817   | +1.299  |
| 7   | Elke Vanhoof       | Belgique         | 37.075   | +1.557  |
| 8   | Magalie Pottier    | France           | 37.230   | +1.712  |
| 9   | Caroline Buchanan  | Australie        | 37.238   | +1.720  |
| 10  | Felicia Stancil    | États-Unis       | 37.533   | +2.015  |
| 11  | Natalia Suvorova   | Russie           | 37.599   | +2.081  |
| 12  | Danielle George    | États-Unis       | 37.800   | +2.282  |
| 13  | Nadja Pries        | Allemagne        | 38.037   | +2.519  |
| 14  | Aneta Hladikova    | Tchéquie         | 38.138   | +2.620  |
| 15  | Simone Christensen | Danemark         | 46.301   | +10.783 |
| 16  | Merle Van Benthem  | Pays-Bas         | 1:30.221 | +54.703 |

## Tableau des médailles
| Rang  | Nation           | Or | Argent | Bronze | Total |
| ----- | ---------------- | -- | ------ | ------ | ----- |
| 1     | France           | 3  | 0      | 1      | 4     |
| 2     | Pays-Bas         | 1  | 3      | 0      | 4     |
| 3     | Australie        | 1  | 2      | 0      | 3     |
| 4     | Argentine        | 1  | 0      | 0      | 1     |
| 4     | Colombie         | 1  | 0      | 0      | 1     |
| 4     | Venezuela        | 1  | 0      | 0      | 1     |
| 7     | États-Unis       | 0  | 2      | 3      | 5     |
| 8     | Russie           | 0  | 1      | 1      | 2     |
| 9     | Danemark         | 0  | 0      | 1      | 1     |
| 9     | Nouvelle-Zélande | 0  | 0      | 1      | 1     |
| 9     | Suisse           | 0  | 0      | 1      | 1     |
| Total | Total            | 8  | 8      | 8      | 24    |